# Turnia nad Jaskinią
Turnia nad Jaskinią – jedna ze skał na Januszkowej Górze we wsi Podlesie, w województwie małopolskim, w powiecie olkuskim, w gminie Olkusz. Znajduje się na północno-zachodnim krańcu Płaskowyżu Ojcowskiego na Wyżynie Olkuskiej. W przewodniku wspinaczkowym Grzegorza Rettingera jest wymieniona pod nazwą Murek nad Jaskinią.
Turnia nad Jaskinią znajduje się na zachodnim zboczu Januszkowej Góry, poniżej otworu jaskini Januszkowa Szczelina, ale jej wierzchołek nieco wystaje powyżej spłaszczenia terenu z otworem tej jaskini. Znajduje się w grupie trzech zbudowanych z twardych wapieni skalistych skał, oddzielonych pęknięciami. Mają wysokość 7 m, ściany połogie lub pionowe z filarem i kominami. Na Murku nad Jaskinią jest uprawiana wspinaczka skalna. Na zachodniej ścianie jest 5 drogi wspinaczkowe o trudności od III+ do VI.3 w skali Kurtyki oraz możliwość poprowadzenia jeszcze jednej drogi. Dwie drogi mają zamontowane stałe punktami asekuracyjne: ringi (r) i stanowisko zjazdowe (st) lub ring zjazdowy(rz), na pozostałych wspinaczka tradycyjna (trad). Skała znajduje się wśród drzew zapewniających cień.
1. Kraina zieleni (Pozorna potrzeba); 2r + rz, IV, 7 m
2. Możliwość; st, trad
3. Mszakowa przygoda (Kefaloforia); V+ (nieasekurowalna)
4. Zaciątko Januszek; III+, trad
5. Januszkowa pierdoła; 2r + st, VI.3+, 7 m
6. Przesmyk; IV, trad[3].

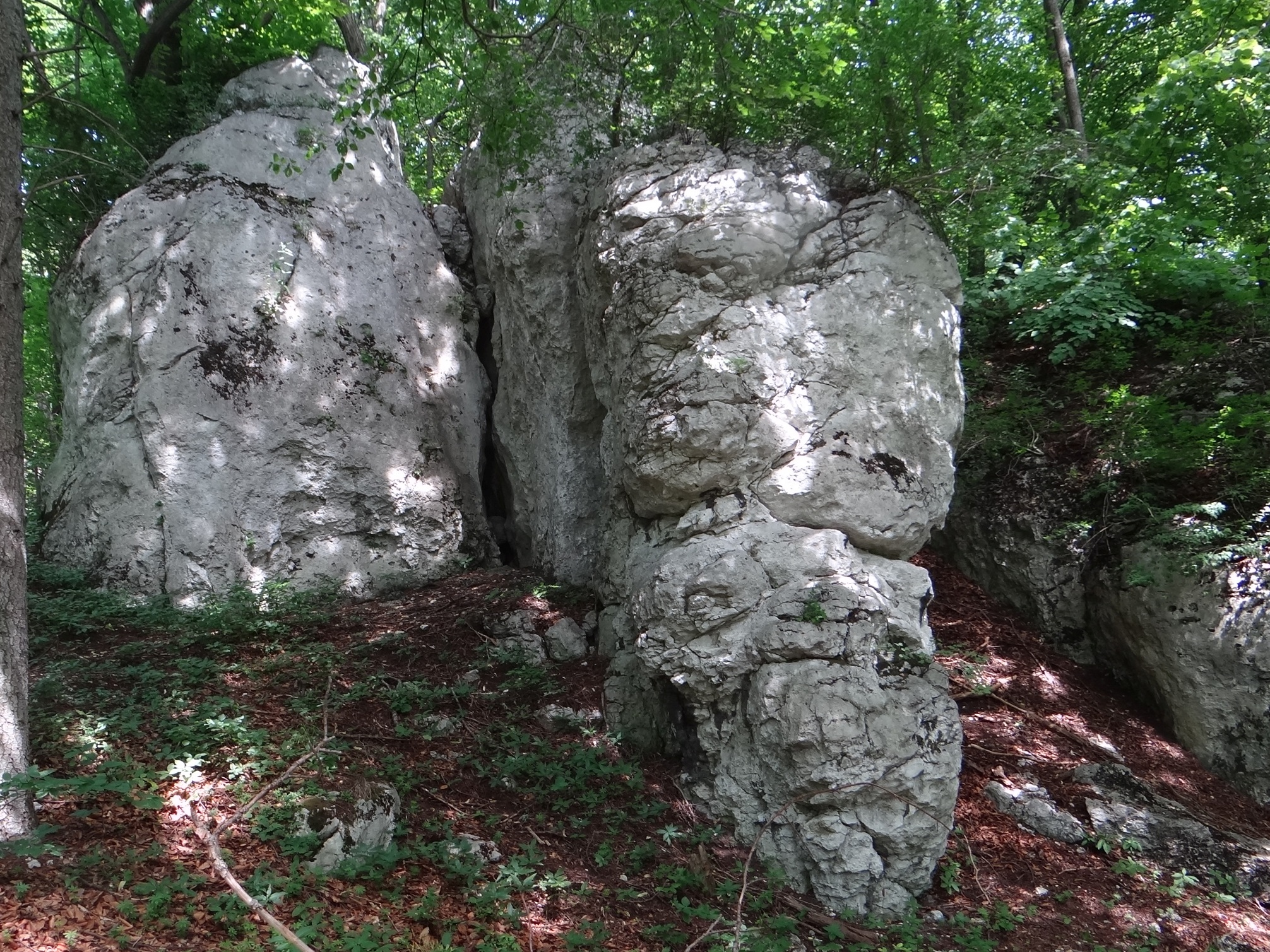
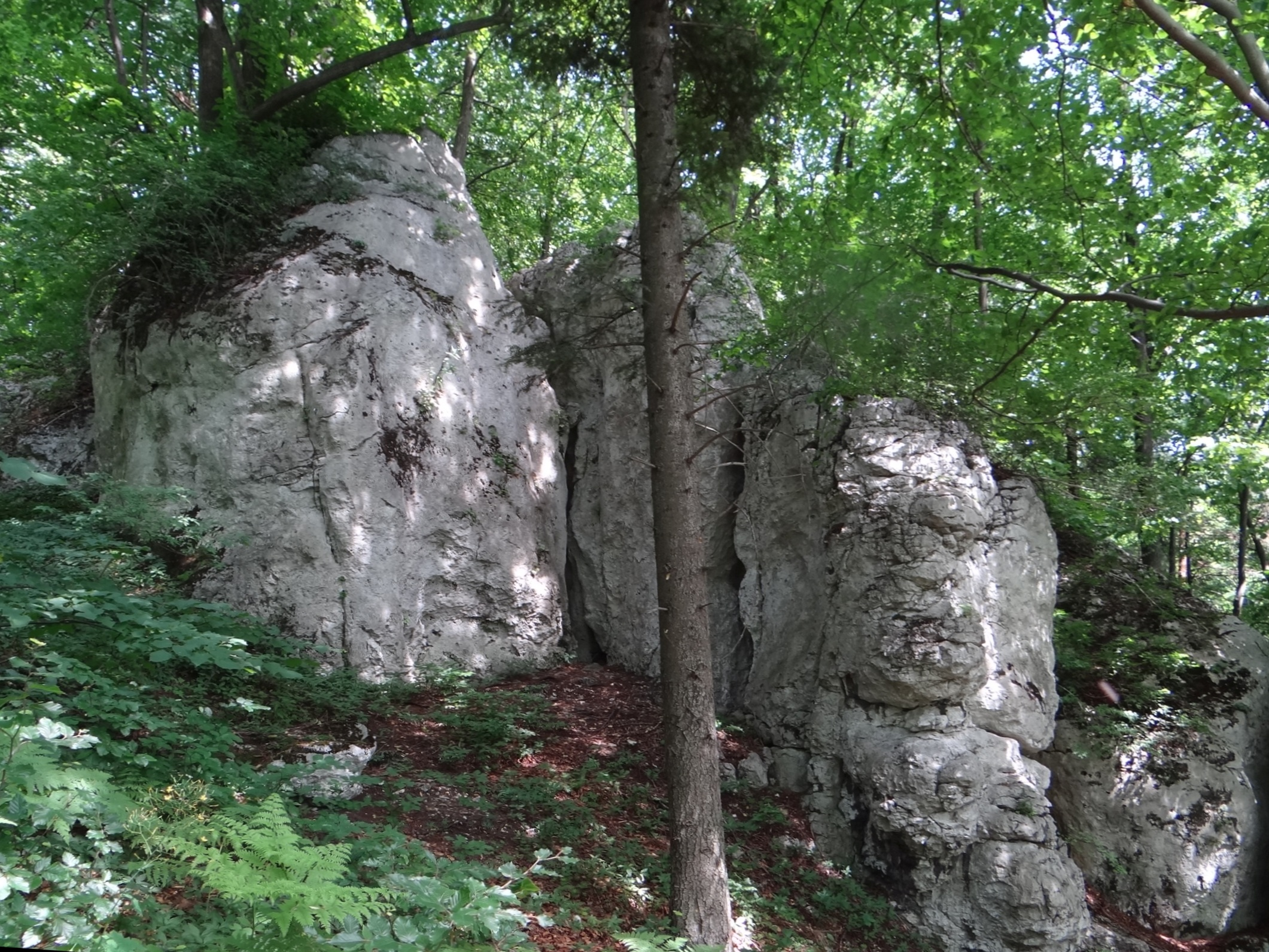
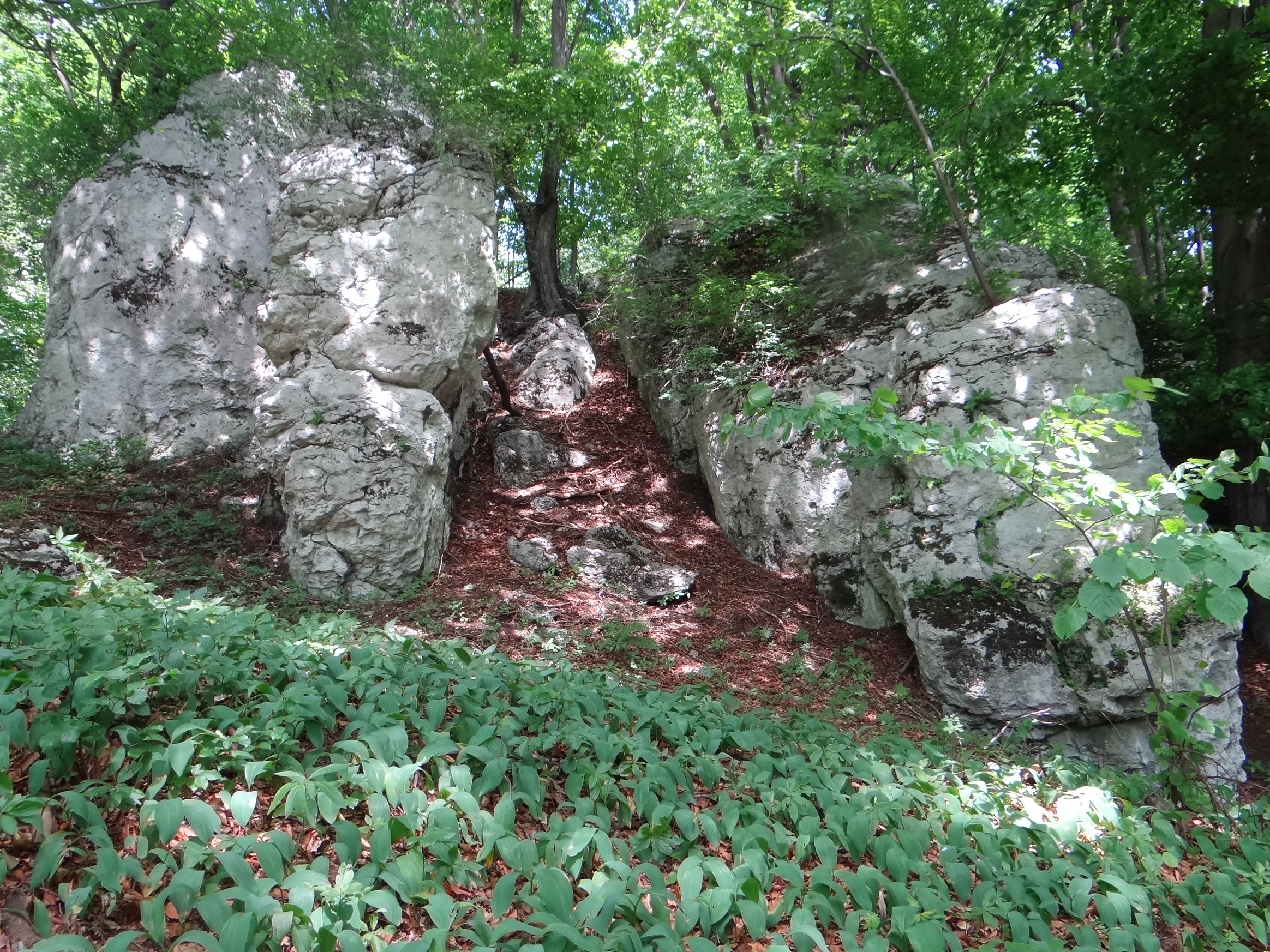
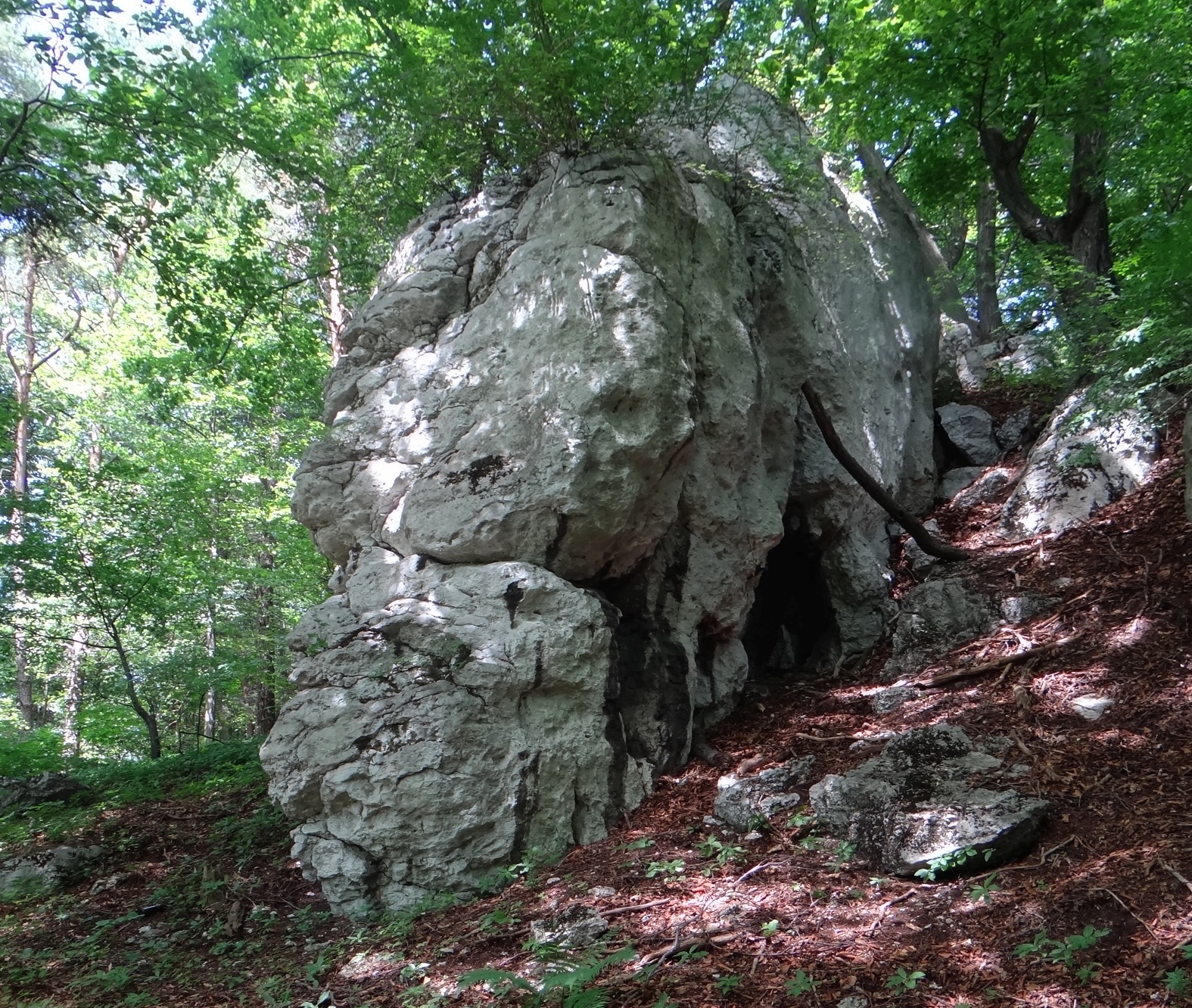

W Turni nad Jaskinią znajduje się Szpaciarnia w Januszkowej Górze.